# فرد آي. باركر
فرد آي. باركر (بالإنجليزية: Fred I. Parker)‏ هو قاضي ومحامي أمريكي، ولد في 2 فبراير 1938 في بوسطن في الولايات المتحدة، وتوفي في 13 أغسطس 2003 في برلينغتون في الولايات المتحدة.